# Hanna Suchocká
Hanna Suchocká, polsky: Hanna Stanisława Suchocka (* 3. dubna 1946) je polská politička a odbornice na ústavní právo. V letech 1992–1993 byla premiérkou Polska. Byla členkou Demokratické unie. V její koaliční vládě byli ještě zástupci Křesťanské národní unie a Liberálně-demokratického kongresu.
Je první ženou, která v polské historii získala tento post, byla 19. premiérkou na světě. V letech 2001–2013 byla polskou velvyslankyní ve Vatikánu a v letech 2002–2003 také u suverénního řádu maltézských rytířů.
V 2014 byla oceněna Řádem bílé orlice.